# Kevin Edward
Kevin Edward (ur. 24 marca 1991) – piłkarz z Saint Lucia występujący na pozycji pomocnika, obecnie zawodnik Vieux Fort South.

## Kariera klubowa
Edward rozpoczynał piłkarską karierę w zespole Vieux Fort South.

## Kariera reprezentacyjna
W 2011 roku Edward wystąpił w trzech spotkaniach reprezentacji Saint Lucia U–23 w ramach wstępnych kwalifikacji do Igrzysk Olimpijskich w Londynie. Jego drużyna po komplecie porażek odpadła wówczas już w pierwszej rundzie, zajmując ostatnie miejsce w grupie.
W seniorskiej reprezentacji Saint Lucia Edward zadebiutował 8 lipca 2011 w przegranym 2:4 spotkaniu z Arubą w ramach eliminacji do Mistrzostw Świata 2014. W tym samym meczu strzelił także pierwszego gola w kadrze narodowej. Ostatecznie jego drużyna nie zdołała się zakwalifikować na mundial.